# گوتسن
گوتسن (به آلمانی: Götzens) یک منطقهٔ مسکونی در اتریش است که در اینسبروک لند واقع شده‌است. گوتسن ۹٫۷۲ کیلومتر مربع مساحت دارد ۸۶۸ متر بالاتر از سطح دریا واقع شده‌است.